# Liotrichius anomala
Liotrichius anomala är en skalbaggsart som beskrevs av Hermann Julius Kolbe 1892. Liotrichius anomala ingår i släktet Liotrichius och familjen Cetoniidae. Inga underarter finns listade i Catalogue of Life.